# Launaea intybacea
Launaea intybacea là một loài thực vật có hoa trong họ Cúc. Loài này được (Jacq.) Beauverd mô tả khoa học đầu tiên năm 1910.